# Héctor Blondet
Héctor Blondet Texidor, detto El Mago (Brooklyn, 12 maggio 1947 – Morovis, 9 settembre 2006), è stato un cestista portoricano.

## Carriera
Venne selezionato dai Portland Trail Blazers al quinto giro del Draft NBA 1971 (71ª scelta assoluta).
Con Porto Rico disputò due edizioni dei Giochi olimpici (Monaco 1972, Montréal 1976) e i Campionati mondiali del 1974.